# Carl Michael Bellman
Carl Michael Bellman (wymowaⓘ) (ur. 4 lutego 1740 w Sztokholmie, zm. 11 lutego 1795 tamże) – szwedzki poeta i kompozytor epoki klasycyzmu. Grał na lutni.
Jest jednym z najważniejszych, narodowych skaldów szwedzkich. Jego cykl poezji pt „Fredmans epistlar” jest w szwedzkich szkołach przerabiany na lekcjach języka ojczystego.
W 1991 PWN Kraków wydało pierwszy przekład utworów C.M. Bellmana na język polski, autorstwa Leonarda Neugera.
W 1996 na bazie pieśni Bellmana powstał w Polsce spektakl teatralny w reżyserii Ziuty Zającówny. Gościem jednego z przedstawień była Sylwia Sommerlath, królowa Szwecji.
Bellman skomponował pieśń Gustafs skål – (dosłownie „Toast dla Gustawa”) dla króla Gustawa III, który przywrócił w 1772 monarchię absolutną drogą zamachu stanu.